# ラヴァローネ
ラヴァローネ（イタリア語: Lavarone）は、イタリア共和国トレンティーノ＝アルト・アディジェ州トレント自治県にある、人口約1,200人の基礎自治体（コムーネ）。

## 地理

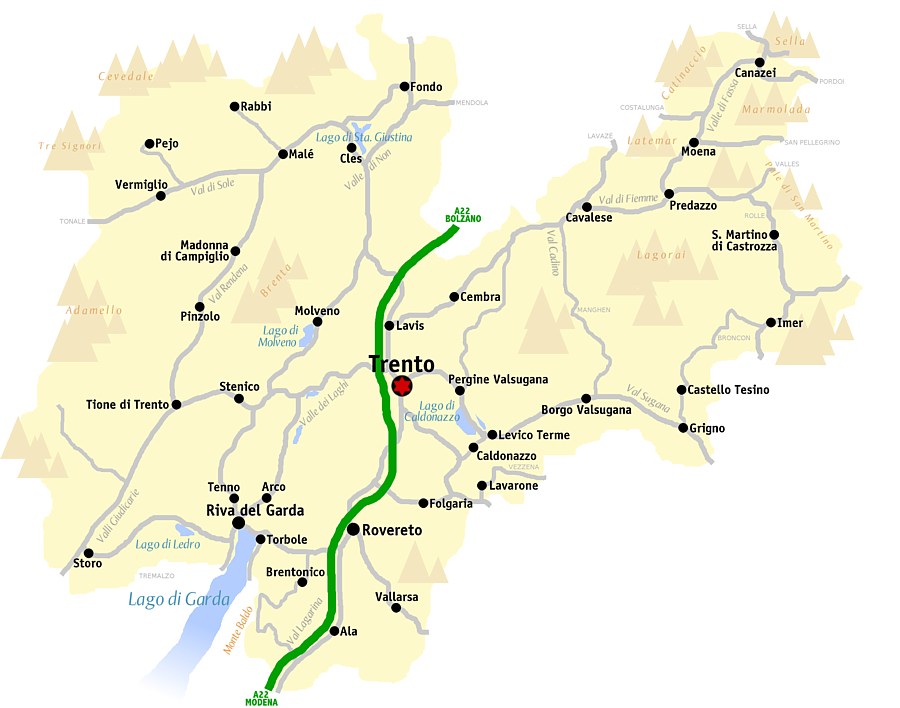
トレント県概略図

### 位置・広がり
トレント自治県南部に位置するコムーネ。県都トレントから南東へ19kmの距離にある。

#### 隣接コムーネ
隣接するコムーネは以下の通り。括弧内のVIはヴィチェンツァ県所属を示す。
| - カルドナッツォ - フォルガリーア - ラステバッセ (VI) - ルゼルナ - ペデモンテ (VI) |

## 行政

### 分離集落
ラヴァローネには、以下の分離集落（フラツィオーネ）がある。
- Chiesa, Bertoldi, Cappella, Gionghi, Piccoli, Stengheli, Lanzino, Azzolini, Albertini, Nicolussi, Masi di Sotto, Oseli, Gasperi, Magrè, Masetti, Longhi, Slaghenaufi, Rocchetti

### Comunità di valle
トレント自治県が設置した広域行政組織 Comunità di valle のひとつ「アルティピアニ・チンブリ」 (it:Magnifica Comunità degli Altipiani cimbri)  の事務所所在地（Capoluogo）である。この地区には以下のコムーネが含まれている。

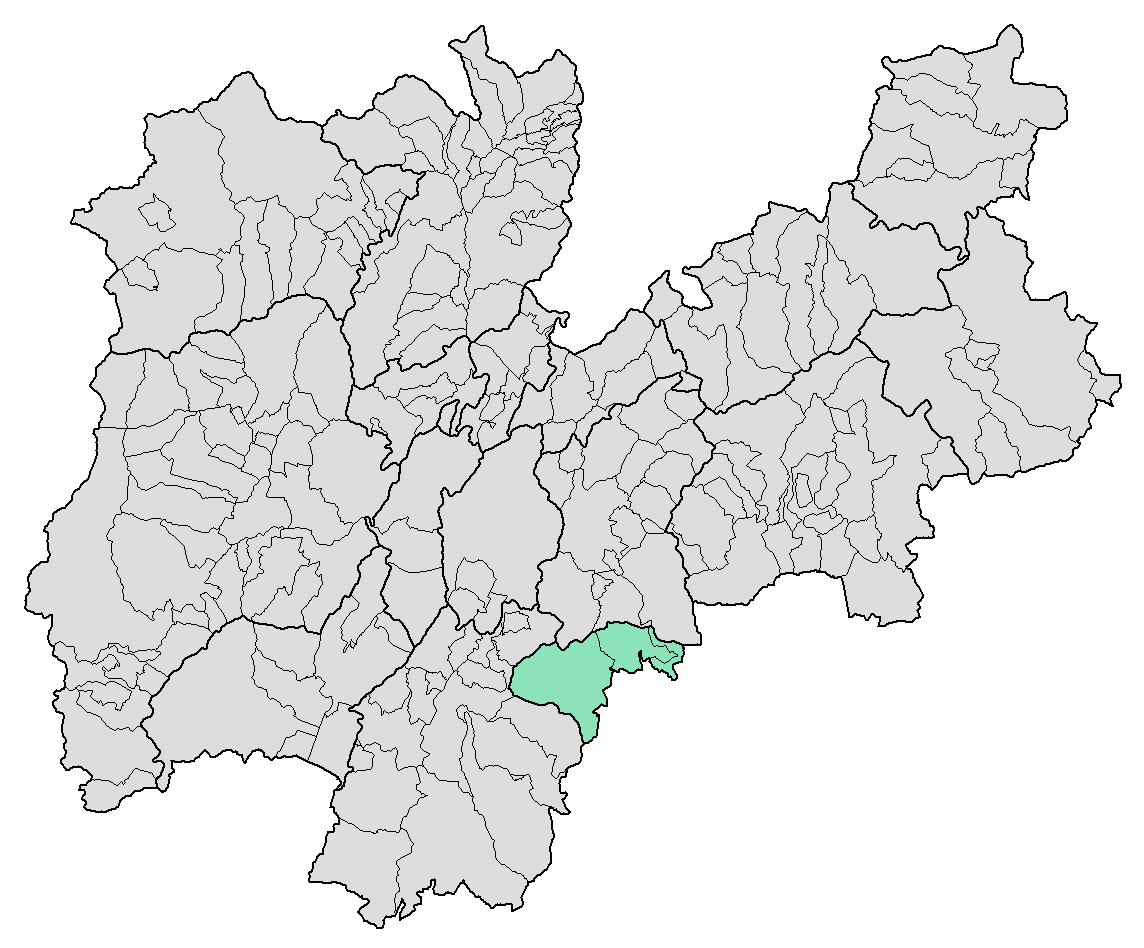
Magnifica Comunità degli Altipiani cimbri

- フォルガリーア、ラヴァローネ、ルゼルナ

## 住民

### 言語
| 少数言語話者の割合（2011年） | 少数言語話者の割合（2011年） | 少数言語話者の割合（2011年） | 少数言語話者の割合（2011年） | 少数言語話者の割合（2011年） |
| ---------------------------- | ---------------------------- | ---------------------------- | ---------------------------- | ---------------------------- |
|                              |                              |                              |                              |                              |
| ラディン語                   | ラディン語                   |                              | 0.7%                         | 0.7%                         |
| モケーニ語                   | モケーニ語                   |                              | 0.0%                         | 0.0%                         |
| チンブロ語                   | チンブロ語                   |                              | 7.8%                         | 7.8%                         |

2011年10月9日に行われた国勢調査によれば、住民1088人中85人（7.8%）がチンブロ語話者である。また、ラディン語話者が若干いる。